# Salirofilia
La salirofilia es una parafilia o fetichismo sexual en el que se obtiene placer al ensuciar o denigrar el objeto de placer. El término es frecuentemente confundido con la salofilia, prácticas sexuales relacionadas con los desechos corporales salinos (sudor, saliva, semen, etc.).

## Etimología
A diferencia de la mayoría de los términos que describen a las parafilias, salirofilia no proviene totalmente del griego. Salirofilia proviene del francés "salir", que significa ensuciar; también proviene del griego -φιλία (filia), que significa amor.
El término es erróneamente utilizado para describir únicamente la salofilia; utilizar el término para abarcar el escupir y el llenar al objeto de deseo de desechos humanos es técnicamente correcto por ser considerado un tipo de conducta salirofílica o misofílica.

## Práctica
La salirofilia enumera en su clasificación muchos tipos de prácticas sexuales que involucran distintos tipos de sustancias. La salirofilia puede involucrar distintos tipos de prácticas escatológicas y prácticas que arruinan la imagen física de una persona.
- Bukkake: Es una práctica sexual en la que un grupo de individuos varones se turnan para eyacular sobre una persona.[5]

- Coprofilia: Es el fetichismo sexual o parafilia en la que el placer y la excitación sexual dependen de la interacción con heces fecales.[6]

- Cum Shot: Es una práctica sexual en la que se eyacula sobre una persona u objeto.[7]

- Emetofilia: Es el fetichismo o parafilia en la que la excitación sexual depende de la interacción con el vómito. Puede involucrar el observar a alguien vomitando.[6]

- Misofilia: Es el fetichismo sexual en el que se obtiene placer al interactuar con la suciedad.[8]

- Punishing: Define la práctica rígida y violenta (normalmente fantasía sexual) en la que se tienen relaciones sexuales.[9] En su contexto sexual puede referirse a un conjunto de prácticas como la raptofilia, abuso sexual y el desgarre de la ropa.

- Salofilia: Es el fetichismo o parafilia en el que la excitación sexual es obtenida al interactuar con desechos salinos del organismo (sudor, saliva, semen, etc.).

- Sitofilia o Food Play: Es el fetichismo sexual que involucra la utilización de productos comestibles. Pueden ser alimentos vertidos sobre el cuerpo, body shots, utilización de productos comestibles de formas fálicas para la penetración en sustitución de un consolador o la aplicación de un glory hole en ciertos alimentos.[10]

- Urofilia: Es el fetichismo o parafilia que involucra el placer por la orina. Algunos comportamientos relacionados con dichas parafilias son el golden shower (orinar sobre un individuo) y la urolagnia (ingesta de orina).[11]

- Wet and Messy Fetishism: Es el fetichismo sexual que involucra el verter sustancias comestibles o no comestibles sobre el cuerpo. El Wet and Messy Fetishism se relaciona con prácticas sexuales como el food play y prácticas no tan sexuales como la lucha en lodo.[12]